# Fraubrunnen
Fraubrunnen är en ort och kommun i distriktet Bern-Mittelland i kantonen Bern, Schweiz. Kommunen har 5 498 invånare (2023).
Kommunen omfattar förutom orten Fraubrunnen orterna Büren zum Hof, Etzelkofen, Grafenried, Limpach, Mülchi, Schalunen och Zauggenried. Dessa orter var tidigare självständiga kommuner, men inkorporerades i Fraubrunnen 1 januari 2014.